# IC 890
IC 890 ist eine Spiralgalaxie vom Hubble-Typ S im Sternbild Jungfrau nördlich der Ekliptik. Sie ist schätzungsweise 255 Millionen Lichtjahre von der Milchstraße entfernt und hat einen Durchmesser von etwa 65.000 Lichtjahren.
Das Objekt wurde am 8. Juli 1893 vom französischen Astronomen Stéphane Javelle entdeckt.